# Anzacia inornata
Espèce
Synonymes
- Adelphodrassus inornatus Rainbow, 1920

Anzacia inornata est une espèce d'araignées aranéomorphes de la famille des Gnaphosidae.

## Distribution
Cette espèce est endémique de l'île Norfolk.

## Description
La carapace de la femelle holotype mesure 2,2 mm de long sur 1,8 mm de large et l'abdomen 3,2 mm de long sur 2,5 mm de large.
Le mâle décrit par Ovtsharenko et Platnick en 1995 mesure 6,75 mm.

## Publication originale
- Rainbow, 1920 : Arachnida from Lord Howe and Norfolk Islands. Records of the South Australian Museum, vol. 1, p. 229-272 (texte intégral).